# 小野祐之

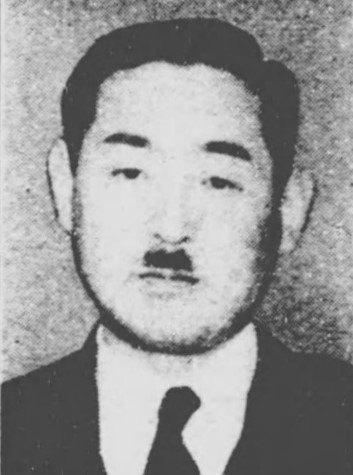
小野祐之

小野 祐之（おの すけゆき、1895年（明治28年）6月5日 - 1944年（昭和19年）7月18日）は、日本の実業家、政治家。衆議院議員。旧姓・小沢。長男は元塩尻市長の小野光洪。

## 経歴
長野県上伊那郡小野村（現辰野町小野）で、小沢五郎三郎の三男として生まれ、東筑摩郡筑摩地村（現塩尻市北小野）の小野郡吾の養子となる。旧制長野県立松本中学（現・長野県松本深志高等学校）を経て、1920年、早稲田大学専門部政治経済科を卒業。陸軍に志願して入隊し2年後に歩兵少尉で除隊し、1928年、予備役歩兵中尉に昇進。帝国在郷軍人会本会審議員、同第十四師管連合支部審議員、同東筑摩郡連合分会長、同東筑摩郡将校分団長、同長野支部参事など、在郷軍人会の役職を務めた。在郷軍人会の支援を受けて、1939年、長野県会議員に当選し政党の解消に尽力。1940年、大政翼賛会長野県支部初代常務委員に就任。
実業界では、信陽アルミナ工業所を創設し、信州石灰工業組合理事長、日本石灰工業組合理事を務めた。
1942年4月、第21回衆議院議員総選挙で翼賛政治体制協議会の推薦を受け長野県第四区から出馬して当選し翼賛政治会に参加。この間、翼賛政治会政調内務委員、同陸軍兼務委員を務めた。臨時召集を受け1944年4月1日に議員を退職した。太平洋戦争に出征し、同年7月、サイパン島で戦死した。